# تكماطين
تكماطين حاضرة في موريتانيا تقع علي بعد 58 كلم شمال روصو في الجنوب الغربي من البلاد على مقربة من نهر السنغال.
تكماطين تابعة إداريا لبلدية امبلل بمقاطعة كرمسين، وهي إحدي أقدم الحواضر الموريتانية أنشئت قبل 900 سنة.

## البنية التحتية
توجد بهذه القرية مدرسة ابتدائية ومحظرة لتدريس العلوم الشرعية. بها مستشفي جهوي.. بها بئر ارتوازية تزود ساكنة القرية بالماء الصالح لشرب.